# La via del West
La via del West (The Way West) è un film del 1967 diretto da Andrew V. McLaglen. È tratto dal romanzo western Il sentiero del West scritto da A. B. Guthrie Jr. e pubblicato nel 1949 dalla casa editrice William Sloane Associates. Tale libro vinse il Premio Pulitzer per la narrativa nel 1950.

## Trama
Nel 1843 il senatore William J. Tadlock decide di lasciare la sua casa nel Missouri per andare in Oregon, partendo con suo figlio e uno schiavo di colore. Decide quindi di seguire la pista dell'Oregon e ingaggia come guida Dick Summers. A essi si aggiungeranno delle famiglie di contadini: la famiglia Evans, composta da Lije, sua moglie Rebecca e il loro figlio Brownie, la famiglia McBee composta dai due coniugi e dalla figlia Mercy, Johnnie e Amanda Mack, una coppia di giovani sposi, la famiglia Fairman e molte altre. Il gruppo si muove con una carovana di carri chiamata “la carovana della libertà”.
Durante il loro viaggio si imbatteranno in una tribù di Sioux, a causa di una cavalcata maldestra del giovane Brownie Evans, che rischia di essere ucciso ma poi verrà salvato grazie all'intercessione di Dick Summers. L'incontro con i Sioux si trasforma in una convivenza pacifica, ma durante la notte Johnnie Mack, ubriaco e non soddisfatto dalla troppo timida moglie Amanda, seduce la giovane Mercy McBee. Terminato il loro incontro lui la manda dai suoi genitori, sta per tornare al suo carro quando vede un lupo avvicinarsi e gli spara con la sua doppietta. Il lupo però è in verità il figlio del capo Sioux; accortosene, scappa nel suo carro dove sta dormendo la moglie. Lo sparo però non passa inosservato a Tadlock e Summers, che trovando il corpo del ragazzo decidono di lasciarlo lì e di partire la mattina successiva, sicuri che gli indiani li seguiranno ma solo dopo qualche giorno, tempo necessario per la sepoltura. La carovana si rimette in viaggio e sotto consiglio di Summers si unisce a una mandria di bisonti in modo che gli animali cancellino le tracce della carovana, mentre Summers e Lije Evans, vestiti in modo uguale, cercano di disorientare gli indiani, facendosi inseguire a turno in modo che i cavalli siano sempre freschi a differenza di quelli indiani. Il pericolo è scampato solo temporaneamente perché qualche giorno dopo vengono raggiunti dal capo Sioux che dice che la carovana è libera di andare a patto che sia giustiziato l'assassino di suo figlio. Dato che nessuno si fa avanti, Tadlock propone di sacrificare Brownie Evans, dal momento che per colpa sua si sono imbattuti negli indiani. Gli viene fatto notare che il ragazzo è stato ucciso da una doppietta e gli imputati divengono pertanto tutti quelli che hanno quel tipo di fucile.
Preso dal rimorso, Johnnie Mack decide di dire la verità, contro il volere della moglie che mente dicendo che egli ha passato tutta la notte con lei. Johnnie viene impiccato e la carovana è libera di riprendere il suo viaggio; dopo l'impiccagione i coloni si accorgono che erano stati circondati da centinaia di indiani ai quali sarebbe stato impossibile resistere in caso di rifiuto. La carovana giunge poi a un “bivio”: la scelta è fra attraversare il deserto, rischiando di rimanere senz’acqua, oppure costeggiare le montagne, potendo contare su fonti sicure di acqua ma con lo svantaggio del tempo. In questo caso ci vorrebbero settimane in più di cammino e il senatore dice che darebbe un braccio per risparmiare quel tempo.
Tadlock decide così di attraversare il deserto e durante la traversata sono tutti messi a dura prova dalla sete, ma senza che nessuno muoia.  Brownie scopre che Mercy è incinta e le chiede di sposarla, nonostante il figlio non sia il suo. La carovana trova infine una fonte d'acqua, e tutti corrono con i carri verso l'acqua. Nella calca però i cavalli del calesse di Tadlock, guidato dal figlio, si imbizzarriscono e senza controllo fanno rovesciare il calesse provocando la morte del ragazzo. Tadlock rimane sconvolto e, fatta partire la carovana, si fa frustare dal suo schiavo. Arrivano a un forte comandato dal capitano Grant, dove vengono accolti molto bene. Qui si svolge il matrimonio tra Brownie e Mercy, durante il quale Amanda Mack svela che Mercy è incinta, ma Brownie afferma che il figlio è suo. Durante i festeggiamenti alcuni pionieri vengono tentati dall’idea di lasciare la carovana per dirigersi in California, e Tadlock, volendo evitarlo, dice al capitano Grant che una donna della sua carovana è malata di vaiolo, anche se questa in verità ha una semplice febbre.
La carovana viene cacciata dal forte e prosegue il suo viaggio. Lije Evans scopre dell'inganno del vaiolo e la strada si fa faticosa, in salita e nel fango. Tadlock dà l'ordine di svuotare il più possibile i carri, tenendo solo lo stretto necessario, Lije Evans si rifiuta di buttare l'orologio a pendolo della moglie e per questo si scontra con Tadlock. Il capo carovana viene sconfitto e destituito, i compagni di viaggio vorrebbero impiccarlo ma alla fine nessuno ha il coraggio di farlo e viene lasciato lì, mentre Lije prende il comando della carovana. Tadlock, rimasto solo con lo schiavo, inizia a domandarsi che cosa ha sbagliato e rimane folgorato quando lo schiavo gli dice che le persone non si comandano con la frusta, capisce l'errore e si mette a seguire la carovana che nel frattempo è giunta a un canyon, una gola scavata nella montagna da un fiume, sul cui fondo c'è una strada, e al di là del fiume si trova il tanto atteso Oregon. Il primo tentativo di calare giù un carro va male e oltre al carro precipita anche un uomo. L'arrivo di Tadlock fa sì che il gruppo ritrovi coraggio e fiducia; infatti Rebecca Lije mostra alla carovana il sogno di Tadlock, la città da lui immaginata. Egli viene rimesso a capo della carovana, e pian piano tutti i carri, le persone e le bestie da soma vengono calati sul fondo della gola. Rimane per ultimo proprio Tadlock, ma durante la discesa la corda che lo sorregge viene tagliata da Amanda Mack come vendetta per la morte del marito. Tadlock muore in seguito alla caduta. Viene seppellito con una lapide che ricorda la sua iniziativa e il viaggio. La carovana riparte e raggiunge la riva del fiume dove vengono costruite delle zattere per attraversare il fiume. Dick Summers decide che il suo viaggio è finito e che intende tornare dagli indiani e dalle loro donne, nonostante la sua vista stia declinando. Il film finisce con la carovana che attraversa il fiume sulle zattere: finalmente hanno raggiunto l'Oregon.